# 小林成男
小林 成男（こばやし しげお、1970年4月21日 - ）は、日本の俳優。旧芸名は小林滋央（読み方同じ）。

## 来歴・人物
東京都渋谷区出身。慶應義塾高等学校、慶應義塾大学商学部卒業。大学入学の頃、萬屋錦之介に弟子入り。時代劇の舞台を経験した後、映像の道へ。テレビドラマでの共演をきっかけに、高倉健とも交友があり、高倉健主演映画にも出演。やくざ、侍、兵隊、刑事など様々な役柄をこなす。端正な顔立ちとその凜とした佇まいから、特にやくざものに関しては評価が高く、男女を問わず様々なファン層を持っている。
幼少の頃から水泳、ラグビー、柔道、野球、フットボールなど様々なスポーツに親しみ、俳優になった後、映画で元世界ジュニアフライ級チャンピオンの渡嘉敷勝男と出会い、プロボクシングのライセンスを取得するなどスポーツ万能である。
張芸謀(チャン・イーモウ)監督の映画『金陵十三釵』に、南京進攻する日本兵役で出演した。映画への意気込みを「最後まで自分の役を演じきったと思う。加藤中尉役をやる以上、中国13億人から憎まれてみせます」と語った。

## 出演

### テレビドラマ
- NHK
- 高倉健ドラマスペシャル「刑事」（1995年）
- 大河ドラマ 「秀吉」（1996年） - 細川忠興 役
- 金曜時代劇 「物書同心いねむり紋蔵」（1996年,三次 役、レギュラー）
- 新宿鮫 「毒猿」（2000年）
- 向田邦子ハイビジョンドラマ「終戦・碧空のタンゴ」（2001年）

- NTV系列
- 「あぶない刑事 フォーエバー」（1998年）

- TBS系列
- 向田邦子ドラマスペシャル「風を聴く日」（1995年）
- 向田邦子ドラマスペシャル「あさき夢みし」（1999年） - 三雲中尉 役
- さらば向田邦子「風立ちぬ」（2001年） - 河野中尉 役
- 月曜ミステリー劇場「ムコ入り刑事 高山家・明の事件ファイル」（2003年） - 井上 役

- CX系列
- 偽りの花園（2006年）
- あしたの、喜多善男〜世界一不運な男の、奇跡の11日間〜

- ABN系列
- 土曜ワイド劇場
  - 「鉄道おんな捜査官　花村乃里子の大決断〜東北新幹線やまびこ トンネル殺人7分の罠」（2000年）
  - 「新・赤かぶ検事奮戦記13〜楊貴妃の涙連続殺人事件・氷見と高山をつなぐ鰤街道」（2002年）
- 八丁堀の七人 第9話（演出・和泉聖治）（2000年） - 矢八 役
- 柳生一族の陰謀（2008年） - ハヤテ 役

- BRTV（中国）
- 決勝（ドラマ）（中国語版）（2016年）- 藤山 役

### 映画・Vシネマ
- 宮澤賢治 その愛（1996年）
- 極道三国志 1〜3（1997年）- 塚本浩一 役
- 修羅がゆく 9、13（1997年）
- 修羅の抗争/極道はクリスチャン（1997年）- 重松涼太 役
- 修羅のみち 1〜5（1997年）- 関東共住会大神組組員 桐生実 役
- 陽炎 3（1997年）
- 黒の天使 vol.1（1998年）
- 黒の天使 vol.2（1999年）
- 残侠（1999年）
- 新・極道渡世の素敵な面々〜きりとりブルース〜（1999年）
- 鉄道員〜ぽっぽや〜（1999年） - 運転士 役
- 借王 THE MOVIE（2000年）- 街金業者 営業マン 役
- 平成金融道 マルヒの女（2000年）
- 鬼極道（2000年）
- 安藤組外伝 掟（2000年） - 二代目植松一家総長 植松康弘(初代総長の実子) 役
- パチプロ爆裂伝（2000年）
- 日本抗争烈島 牙の如く（2001年）
- 獅子の血脈（2001年）
- 借王ファイナル（2001年）- ひかり銀行 次長 村西 役
- HOTALU（2001年）
- 実録・絶縁（2001年）
- 実録・北海道やくざ戦争 逆縁（2001年）
- 実録・山陽道やくざ戦争 手打ち破り（2001年） - 二代目貴山会系吉良組組員 角田真樹夫 役
- 実録・死守りの盃（2001年）
- 暗黒街〜渋谷・ミッドナイト・ウォー〜（2001年）
- 実録・名古屋やくざ戦争 統一への道（2002年）
- 組葬 KUMISO（2002年）
- GUN CRAZY 裏切りの挽歌（2002年）
- 極道ジハード 〜聖戦〜（2002年、監督・横井健司）
- 実録・沖縄やくざ戦争 いくさ世30年（2002年）
- 野良犬（2002年） - 藤十郎 役
- 実録・最後の愚連隊（2002年）
- ヒットマン〜妻,その愛〜（2002年）
- 荒ぶる魂たち（2002年）
- 実録・安藤組外伝 餓狼の掟（2002年）
- 実録・安藤昇侠道伝 烈火（2002年）
- 新・仁義の墓場（2002年）
- 実録・関東やくざ戦争2 修羅の代紋（2004年）
- 汚れた代紋（2007年） - 山堂企画 高橋 役
- 金陵十三釵（2011年）
- 最後のランナー（2016年）

### 舞台
- 「二人の食事」（訳・演出：岡田正子）（作：サッシャ・ギトリー）（1990年,銀座小劇場）
- 萬屋錦之介特別公演「長崎犯科帳」（1992年,全国巡業）
- 萬屋錦之介特別公演「雪月忠臣蔵」（1992年大阪新歌舞伎座）
- 萬屋錦之介特別公演「破れ傘刀舟」（1992年,全国巡業）
- 鉄割アルバトロスケット（1997年〜,根津宮永会館、渋谷アップリンク、初台DOORS、他）
- 「美しき冒険」（1998年,両国シアターカイ）
- 「急流の男」（2002年,両国シアターカイ）
- 藤あや子特別公演「古都の恋唄〜しのび花〜」（2002年,大阪新歌舞伎座）
- 『俳優の舞踏会』（2006年,北海道・北見芸術文化ホール）

など